# The Palace of Auburn Hills
The Palace of Auburn Hills, ou simplesmente The Palace (O Palácio em português), foi um ginásio localizado em Auburn Hills, cerca de 50 quilômetros do centro de Detroit, Michigan (EUA). Foi a casa dos times de basquetebol da NBA Detroit Pistons entre 1988 e 2017 e da WNBA Detroit Shock de 1998 a 2009.

## História

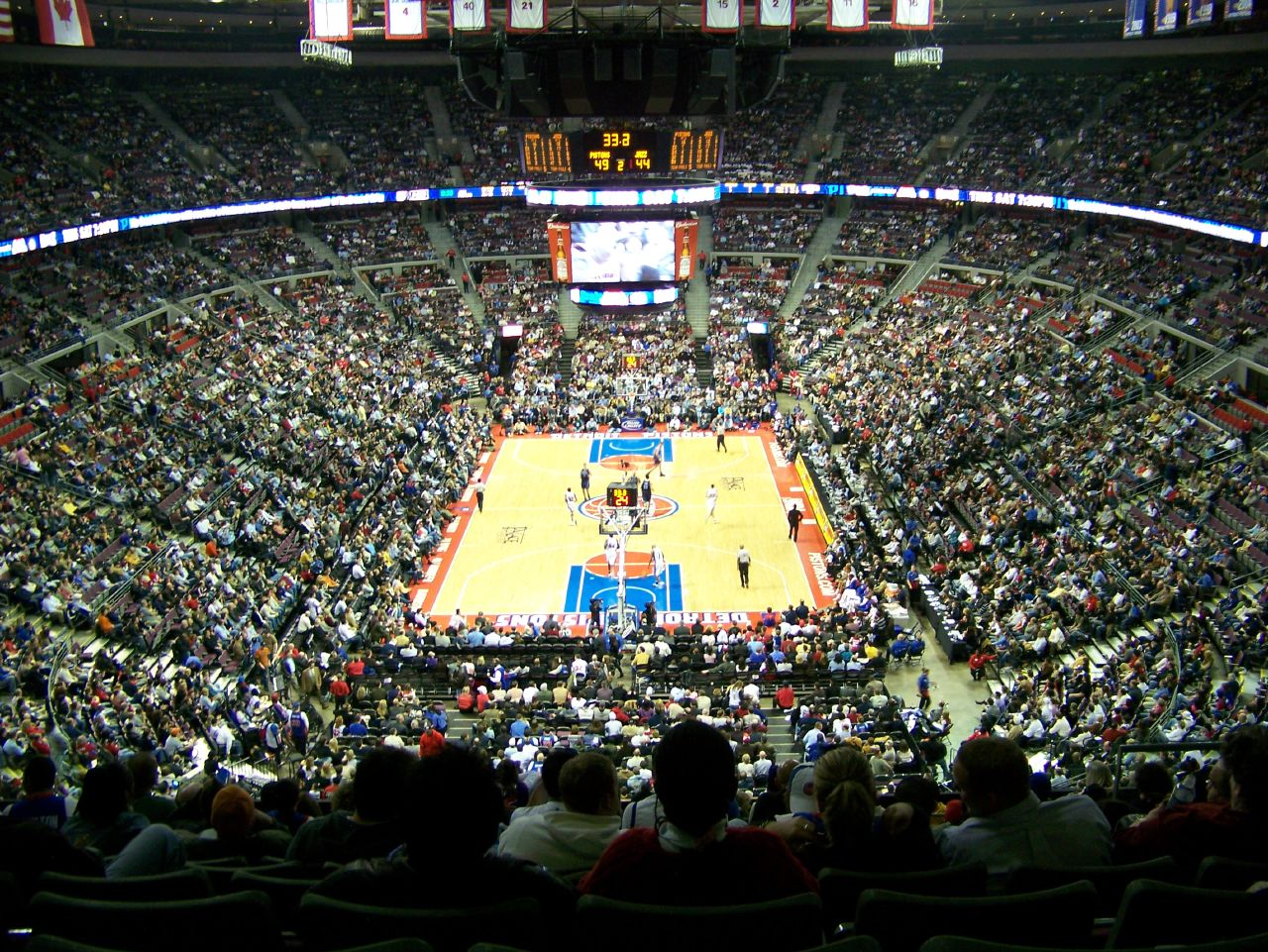
Interior do ginásio em um jogo do Detroit Pistons em 2006.

Inaugurado em 1988 (foram gastos US$ 70 milhões na construção), tinha capacidade para 22.000 torcedores em jogos de basquete e chegava a 24.000 em concertos. Era a maior arena da NBA, dando o recorde de público aos Pistons desde 2002.
Na época de seu fechamento, era uma das seis arenas da NBA que não tinham o nome de um patrocinador (naming rights).